# Анна Соколов
Анна Соколов (англ. Anna Sokolow; 9 лютого 1910 — 29 березня 2000) — американська танцівниця, хореограф та педагог. Вважається піонером сучасного танцю Мексики. Для творчості Анни Соколов характерна театральність. Протягом усієї своєї кар'єри Соколова підтримувала розвиток сучасного танцю в усьому світі, зокрема в Мексиці та Ізраїлі.
Свою кар'єру Анна починала як головна танцівниця трупи Марти Грем. Соколова незабаром стала незалежним хореографом, яка протягом свого життя створила кілька танцювальних компаній.
Анна Соколов відома як хореограф, що створював постановки в різних країнах по всьому світу. В тому числі вона працювала з такими великими компаніями, як Batsheva Dance Company, Alvin Ailey American Dance Theatre, The Jose Limón Dance Company, Joffery Ballet і Daniel Lewis Dance Company.
Її постановки продовжують виконувати театрально-танцювальний ансамбль Sokolow у Нью-Йорку, а також танцювальний фонд Sokolow у Массачусетсі.

## Раннє дитинство
Анна Соколов народилася 9 лютого 1910 року в місті Гартфорді, штат Коннектикут в сім'ї єврейських іммігрантів, що виїхали з Росії. Батько, Самуіл Соколовський, скоротив своє прізвище при в'їзді до США у 1905 році. Мати Сара приїхала в США в 1907 році. Спочатку вони жили в Гартфорді.
Щоб знайти кращу роботу, вони переїхала з Гартфорду до Нью-Йорка. Дитинство Анни пройшло в Нижньому Іст-Сайді на Мангеттені. Коли Самуіл став інвалідом через хворобу Паркінсона сім'я зіткнулася з фінансовими труднощами. Сара пішла працювати в швейній промисловості. Анна була їх третьою дитиною. Всього в сім'ї було четверо дітей: Ісадор (Isadore), Роуз (Rose), Анна, Герті (Gertie).

## Навчання
Маленькою дівчинкою Анна разом зі своєю старшою сестрою Роуз почала навчатися танцям в Сестринстві (Sisterhood) при синагозі Емануеля (Emanuel) в місті Гартфорд. Її перша вчителька, Ельза Пол, була щирою шанувальницею творчості Айседори Дункан.
В 1925 році в віці 15 років Анна кинула школу та пішла з дому, щоб стати танцівницею та побудувати танцювальну кар'єру.  Фінансово вона забезпечувала себе, працюючи на фабриці.
Анна стала ученицею в аматорському театрі Neighborhood Playhouse при Генрі Стріт Сеттлмент (Henry Street Settlement). Вона почала тренуватися під керівництвом Ірен Льюїсон, Луїса Горста та Марти Грем. В школі Playhouse Анна вивчала вокал, танці та пантоміму. Бланш Талмуд, головна вчителька Соколова, мала знання про евритміку Дельсарта і Далькроза. 
Зрештою Анна отримала повну стипендію в школі Playhouse і в 1928 році взяла участь у своєму першому великому виступі в театрі в постановці Ізраїль симфонії № 2 Ернеста Блоха. 

## Кар'єра
Соколов почала виступати з трупою Марти Ґрем в 1930 році. Близько 8 років вона була солісткою цього колективу. Одним із її помітних виступів із трупою була опера Массіна Весна священна (1930). Виступаючи з трупою Марти Ґрем, вона допомагала Луї Хорсту в його хореографічних заняттях.
Вже під час роботи в трупі Марти Ґрем, Анна Соколов почала займатися хореографією. В 1932 році вона почала свої сольні виступи. У 1933 році вона створила танцювальну групу Theatre Union Dance Group, яка в 1935 році була перейменована на Dance Unit. 
У програмах Dance Unit ім'я Анни Соколової не виділялось, бо було бажання привернути більше уваги до колективу, а не до окремої особи.  У 1936 році Анна зробила сольний виступ в Асоціації івриту молодих чоловіків (YMHA) у Нью-Йорку. До програми були включені такі твори:Спікер (Speaker) (1935), Дивні американські похорони (Strange American Funeral) (1935), Інквізиція '36 (Inquisition '36) (1936) і Чотири маленькі предмети салону (Four Little Salon Pieces) (1936). У 1937 році четверо чоловіків вперше приєдналися до колективу у прем'єрі Уривки із військової поеми (1937). Так Анна підкреслила гендерну рівність. 
В 30-х роках XX століття Анна приєдналася до руху «радикального танцю». Це надихнула її створити «Антивоєнну трилогію» (1933).
В цей період Анна Соколов не тільки виступала особисто, а й була хореографом різних програм, які торкалися теми експлуатації робітників та зростаючої проблеми євреїв у Німеччині. Анна черпала натхнення в профспілковому русі. В інтерв'ю 1975 року вона сказала, що профспілки були її першою аудиторією.
Взагалі Анна в своїх танцях часто зверталася до тем комунізму, соціалізму та робітничого класу. Зокрема цьому присвячені її роботи Strange American Funeral (1935) і Case No.(1937). Кілька творів цього періоду, в тому числі Антивоєнна трилогія, були покладені на музику композитором Алексом Нортом.
У 1940-х роках Анна Соколов створювала різнобічні програми, наприклад, у творі Наречена (1946) вона використовувала традиційні елементи весільних церемоній ортодоксальних євреїв. Прем'єри програм проходили у різних залах Нью-Йорка.
З 1955 по 1985 рік Анна займався хореографією Джульярдського танцювального ансамблю Джульярдської школи. Вона створила багато відомих постанов для групи, зокрема Весна (Primavera) у 1955 році та Баллада (Ballade) у 1965 році.[джерело?]
У 1953 році Анна Соколов створила Ліричну сюїту (Lyric Suite), Це одна з постанов, що були найбільш схвалені публікою. Постанова поєднує сольне, дуетне та ансамблеве виконання. На музику її поклав Альбан Берг. Анна вважала цю постанову початком нової ери у своїй хореографії.  Лірична сюїта заслуговує на увагу відсутністю оповіді та оформленням у формі сюїти. Перший показ цієї сюїти у березні 1954 року спонсорувала New Dance Group.
Інший знаковий проєкт Анни Соколова — Кімнати (1955) присвячений темі самотності людини. Музика для нього написана Кеньйоном Гопкінсом. Сюжет постанови Кімнати поділен на шість розділів: Мрія, Втеча, Бажання, Паніка, Мрія та Кінець? У постанові задіяні вісім танцюристів, кожен з яких має свій стілець. Так танцюрист і стілець зображували персонажа у відокремленій кімнаті.
З 1958 по 1965 рік Анна Соколов працювала над створенням сері Опус (Opus), яка включає шість п'єс: Opus '58 (1958), Opus Jazz 1958 (1958), Opus '60 (1960), Opus '62 (1962), Opus '63 (1963) і Opus '65 (1965). Всі п'си цієї серії (а також Сеанс для шести (1958) та Сеанс для восьми (1959)) використовували однакові рухи-слова. У них був майже однаковий зміст з невеликими варіаціями.
Партитури виконавці по системі кінематографії танцю Рудольфа фон Лабана (лабанотації) також демонструють схожість, так, наприклад, використання сильних акцентів і падіння тіла та його частин на підлогу відображало виснажений, підлітковий настрій. Для супроводу цього настрою костюми в Opus були простими: трико, футболки та колготки. Деякі вистави циклу Опус проходили на голій сцені, без завіс, навпроти голих цегляних стін театру. 
Наприкінці 1960-х років як символ протесту проти війни у В'єтнамі Анна Соколов використовувала джазовий стиль. Постанова Час+ (1966) — це військовий танець протесту, що складається з кількох частин. В ньому Анна використовує чіткі образи солдатів та їхній досвід війни. В кінці вистави поранені солдати намагаються встати один з одним, демонструючи великі труднощі, пов'язані з війною. 
У 1970-х і 80-х роках мистецька увага Анни Соколов повернулася до творчості відомих художників, письменників і композиторів кінця 19-го і початку 20-го століть. В цей період вона створила такі танці: Магрітт (1970) — присвячений бельгійському художнику Рене Магрітт, Сцени з музики Чарльза Айвза (1971) — присвячений американському композитору Чарлзу Айвзу, Пам'ять Федеріко Гарсіа Лорка (1973) — присвячений одному із значніших діячів іспанської культури Федеріко Гарсія Лорка, Вшанування Олександра Скрябіна (1977) — присвячений російському композитору Олександру Скрябіну, По (1977) — присвячений американському письменнику Едгару По. У 1985 році остання постановка була перероблена та перейменована на Вшанування Едгара Аллана По. В1988 році з'явився танець Курт Вейль, присвячений цьому німецькому композитору  До цієї теми Анна Соколов також повернулася 1997 році в одній зі своїх останніх п'єс Фріда.
Після смерті Анни Соколов в 2000 році її проєкт (The Player's Project) тривав до 2004 року. Після цього художні керівники компанії, Джим Мей і Лоррі Мей, створили окремі установи для підтримки репертуару та спадщини Анни Соколов.
Джим Мей заснував в театрально-танцювальний ансамбль Sokolow. В наші дні цей ансамбль продовжує виконувати, монтувати та реконструювати постановки Анни Соколов. Окрім творів Анни в репертуарі ансамблю є також сучасні хореографічні постановки, зроблені під керівництвом художнього керівника Саманти Герахт і спів-художніх керівників Лорен Наслунд і Елеонор Бункер.
Лоррі Мей заснувала Фонд танцю Соколов (Sokolow Dance Foundation). Цей Фонд активно ліцензує та реконструює твори Анни Соколов та пропонує унікальні освітні програми.

### Робота в театрі
У 1947 році Анна Соколов почала свою співпрацю з театрами Бродвея, поставивши хореографію для мюзиклу Вулична сцена. Вона була хореографом для багатьох бродвейських постановок, у тому числі Щасливий, як Ларрі (1950) і Королівський шлях (1953).[джерело?]
Анна була хореографом під час підготовки постановки мюзиклу Волосся (1967), але залишила роботу перед першою виставою. Її внесок не був зарахований.
Анна Соколов також часто розробляла постановки для Нью-Йоркської міської опери, у тому числі вона розробила кілька постановок у сезоні 1956 року. 
В 1957 році Анна Соколов поставила хореографію танців для Каліфорнійської історії на фестивалі Fiesta del Pacifico в Сан-Дієго.[джерело?]

### Міжнародна робота
Анна Соколова працювала не тільки в Нью-Йорку. Вона також відома своєю роботою за кордоном.
У 1939 році разом з артистами своєї трупи вона приїхала до Мексики, щоб виступити в Палаці образотворчих мистецтв в Мехіко (Bellas Artes). Їх виступи отримали позитивні відгуки. Цей успіх призвів до створення групи Синій голуб (La Paloma Azul). Для них в 1940 році Анна створила чотири роботи Ходячий пуголовок (El Renacuajo Paseador). Після від'їзду акторів її трупи до Нью-Йорка, в зв'язку з проханням Міністерства народної освіти. Анна залишилася працювати у Мексиці. В 1940 році трупа La Paloma Azul розпалася, оскільки з'явилася танцювальна група-конкурент. Тому Анна повернулася до Нью-Йорка, але періодично продовжувала відвідувати Мехіко.
У 1953 році Джером Роббінс умовив Анну Соколов поїхати до Ізраїлю, щоб працювати з театром танцю Inbal.  Анна періодично приїжджала до Ізраїлю до 1980-х років. Її першими прем'єрами в Ізраїлі були Скарб (1962), Оповідь солдата (1954) і Сни (1961). У 1962 році вона допомогла створити Ізраїльський ліричний театр, але він проіснував недовго, в 1964 році він був розформован. Анна Соколов повернувся до Ізраїлю як запрошений хореограф Batsheva Dance Company в 1972 році.

## Викладання
Перших досвід викладання у Анни Соколов з'явився в Росії на початку 1930-х років, коли вона там була зі своїм коханцем і музичним колегою Алексом Нортом. Там вона почала проводити заняття з техніки Грема. У 1955 році Анна Соколов почала викладати в Джульярдському університеті. В 1958 році вона офіційно приєдналася до факультету. та до 1993 ріку викладала там методологію танцю. Анна Соколов також працювала разом з Робертом Льюїсом викладачем у репертуарному театрі Лінкольн-центру та HB Studio. Також вона викладала хореографію в Єврейській школі мистецтв. 

### Акторська студія
У 1947 році близький друг Анни Соколов сценарист та продюсер Еліа Казан умовив її стати одним із засновників The Actors Studio там Анна Соколов викладав акторський рух. Заняття були засновані на техніці Грема, включали роботу на підлозі та елементи балетного барре. Її постанова Кімнати (1955) з'явилася як відповідь на її досвід роботи з групами акторів-початківців. Зрештою Анна Соколов разом зі своїми учнями пілготувала невелику постановку Елмер і Ліллі. В середині 1950-х років Анна залишила в The Actors Studio. 

## Репертуар
Хоча більша частина робіт Анни Соколов не були засняті, деякі постановки можна побачити в танцювальному відділ Нью-Йоркської публічної бібліотеки. Нижче наведено список багатьох її хореографічних творів разом із датою прем'єри та прем'єрною компанією (якщо відомо). 
- Anti War Trilogy (1933) — Theatre Union Dance Group
- Histrionics (1933)
- Speaker (1935)
- Strange American Funeral (1935) — Dance Unit of the New Dance League
- Inquisition ‘36 (1936)
- Four Little Salon Pieces (1936)
- Ballad (In a Popular Style) (1936)
- Case No.(1937)
- Excerpts From a War Poem (F.T. Marinetti) (1937)
- Slaughter of the Innocents (1937)
- Songs of a Semite (1937)
- «Filibuster» from The Bourbons Got the Blues (1938)
- Dance of All Nations, Lenin Memorial Meeting (1938)
- Sing for Your Supper (1939)
- The Exile (A Dance Poem) (1939) — Dance Unit
- Don Lindo de Almería (1940) — Grupo de Danzas Clasicas y Modernas
- El Renacuajo Paseador (1940) — La Paloma Azul
- Lament for the Death of a Bullfighter (1941)
- Kaddish (1945)
- The Bride (1946)
- Mexican Retablo (1946)
- Images from the Old Testament (1946)
- Lyric Suite (1953)
- Histoire de Soldat (1954)
- Rooms (1955)
- Poem (1956) — Theatre Dance Company
- Session for Six (1958) — Anna Sokolow Dance Company
- Opus Jazz 1958 (1958) — The Israel National Opera
- Opus '58 (1958)
- Opus ‘60 (1960) — Ballet de Bellas Artes
- Dreams (1961) — Anna Sokolow Dance Company
- Opus ‘62 (1962)- Lyric Theatre
- Opus ‘63 (1963) — Juilliard Dance Ensemble
- Forms (1964) — Anna Sokolow Dance Company
- Opus ‘65 (1965) — Apprentices and Scholarship Students of the Robert Joffrey Ballet
- Odes (1965)[5]
- Ballade (1965) — Juilliard Dance Ensemble
- Time+ (1966)
- Deserts (1967) — Anna Sokolow Dance Company
- Hair: The American Tribal Love-Rock Musical (1967)
- Steps of Silence (1968) — Repertory Dance Theatre
- Magritte, Magritte (1970) — Lyric Theatre
- Scenes from the Music of Charles Ives (1971) — Juilliard Dance Ensemble
- A Short Lecture and Demonstration on the Evolution of Ragtime as Presented by Jelly Roll Morton (1971) — Players' Project
- Three Poems (1973) — Juilliard Dance Ensemble
- Homenaje a Federico Garcia Lorca (1973) — Ballet Independiente
- In Memory of No. 52436 (1973)– Batsheva Dance Company
- Ride the Culture Loop (1975) — Juilliard Dance Ensemble
- Moods (1975) — Contemporary Dance System
- The Song of Songs (1976) — Inbal
- Ellis Island (1976) — Juilliard Dance Ensemble
- Homage to Alexander Scriabin (1977) — Contemporary Dance System
- For Langston (1980) — Rod Rodgers Dance Company
- Preludes (1981) — Repertory West Dance Company
- Song of Deborah (1981) — New Players’ Project
- From the Diaries of Franz Kafka (1981) — New Players’ Project
- Nocturne (1982) — H.T. Dance Company
- Elegy (1982) — Mary Anthony Dance Theatre
- Les Noces (1982) — Batsheva Dance Company
- As I remember (1984) — Daniel Lewis Dance Repertory Company
- Homenaje a David Alfaro Siqueiros (1984)
- Homage to John Field (1984) — Dublin City Ballet
- Preludes (1984) — Players' Project[5]
- Homage to Poe (1986/1993) — Players' Project
- Kurt Weill (1988) — Players’ Project
- Poems (1988) — Jose Limon Dance Company
- Poem (1995)
- Four Songs (1995)[6]
- Frida (1997)
- Los Conversos [The Converts] (1981)

## Робота на Бродвеї
- Ной (1935) — п'єса на музику Луї Горста — співхореограф
- Sing for Your Supper (1939) — ревю — співхореограф
- Вулична сцена (1947) — мюзикл — хореограф
- Великий похід (1947) — п'єса — хореограф
- Сонна Лощина (1948) — мюзикл — хореограф
- Регіна (1949) — опера — хореограф
- Щасливий, як Ларрі (1950) — мюзикл — хореограф
- Camino Real (1953) — п'єса — асистент режисера
- Червоні троянди для мене (1955) — вистава — хореограф — номінація Тоні за найкращу хореографію
- Кандід (1956) — оперета — хореограф
- Мідь і мідь (1957) — мюзикл — хореограф
- Одяг для літнього готелю (1980) — консультант з танців

## Спадщина
Сучасний танець Анни Соколов назвали «бунтарським духом». За свою творчість Анна Соколов отримала низку нагород, в тому числі премію Семюеля Скріппса (1991) та премію Честь ацтекського орла (1988). Вона отримала звання почесний доктор образотворчих мистецтв Бостонської консерваторії (1988) і почесний доктор гуманітарних наук Університету штату Огайо (1978).
У 1967 році Національна рада з питань мистецтва виділила їй престижний грант у 10 000 доларів. Ці кошти Анна Соколов використала для створення Пустелі (1967).

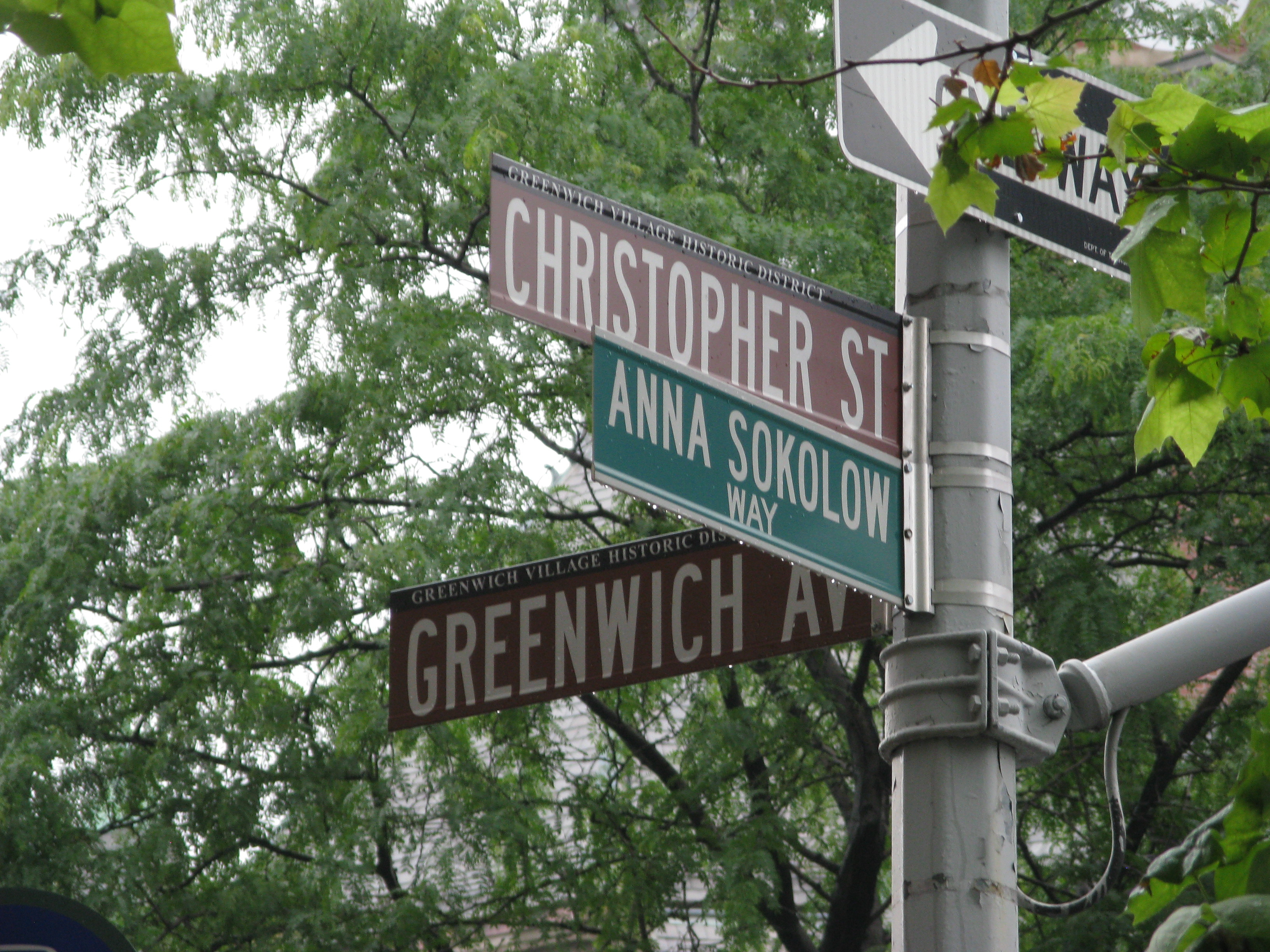
Дорога Анни Соколової, була урочисто перейменована через три роки після її смерті

У 1993 році ім'я Анни Соколов було розміщено в Американській академії мистецтва та літератури, а
у 1998 році воно було додано до Зали слави містера та місис Корнеліуса Вандербільта Вітні.
У своїй творчості Анна Соколов отримувала натхнення з діяльності Айседорі Дункан, Луїса Горсту, Анні Франк, Хосе Лімону, Васлава Ніжинського. Свої роботи Анна присвячивала своїм натхненникам, а також Мартіну Лютеру Кінгу молодшому та своїм батькам.
Її хореографію продовжує виконувати Ансамбль танцю Sokolow/Theatre та танцювальні компанії та школи по всьому світу.
У Нью-Йорку один з кварталів вулиці Крістофер у Грінвіч-Віллідж отримав почесну назву «Шлях Анни Соколов» на знак визнання її давнього проживання на вулиці Крістофера, 1.

## Особисте життя
Анна Соколов не була одружена. Сім років тривали романтичні стосунки з Алексом Нортом, її музичним колегою. Незважаючи на розірвання цих стосунків, вони продовжували працювати разом все життя. Дітей у неї не було.
Анна Соколов приймала активну участю в комуністичному русі. В 1936 році на виборах у Нью-Йорку вона була зареєстрована як комуністка. У 1940-х роках вона брала участь у багатьох комуністичних мітингах. Однак після цього вона більше не приєднувалася до Комуністичної партії. На допиті в ФБР вона повідомила, що її участь у мітингах була мотивована заробітком грошей, який отримувала за свої виступи.
Деякий час (кінець 1960-х — початок 1970-х) Анна страждав від депресії. 
Анна Соколов пішла з життя 29 березня 2000 року у віці 90 років в Нью-Йорку.